# Gambierkejsarduva
Gambierkejsarduva (Ducula tihonireasini) är en förhistorisk utdöd fågel i familjen duvor inom ordningen duvfåglar. 
Fågeln beskrevs 2018 utifrån subfossila lämningar funna under arkeologiska utgrävningar på Taravai, den näst största ön i ögruppen Gambieröarna i sydöstra Stilla havet. Arten var troligen endemisk för ögruppen. Avlagringarna där fågelns lämningar hittats har daterats till mellan år 950 och 1350, men omnämningar av en "wood-pigeon" (ringduva på svenska) i reseskildringar från 1832 och 1844 tyder på att arten kan ha överlevt in i historisk tid. 
Forskarlaget som beskrev arten gav den namnet tihonireasini för att hedra Tihoni Reasin, ägare till ön Kamaka i Gambieröarna, som varit dem hjälpsamma i deras arbete.

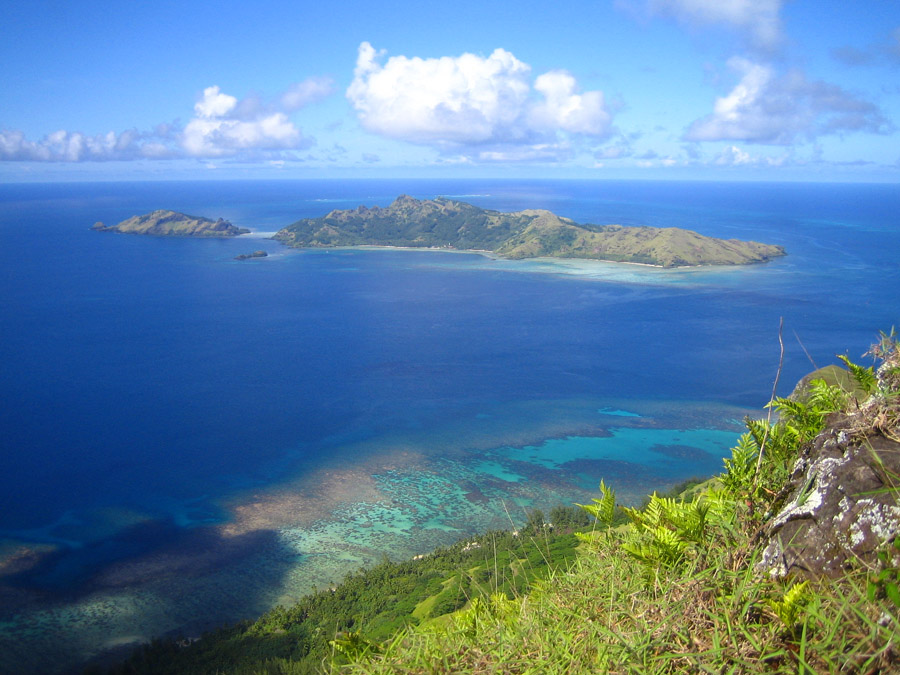
Ön Taravai, där artens lämningar hittats, sedd från Mangareva.